# Tuffi ai campionati mondiali di nuoto 2011 - Trampolino 3 metri femminile
La competizione di tuffi dal trampolino 3 metri femminile dei campionati mondiali di nuoto 2011 si è disputata nei giorni 22 e 23 luglio 2011 allo Shanghai Oriental Sports Center di Shanghai. La gara si è svolta in tre fasi: il 22 luglio 2011 si è disputato il turno eliminatorio, la mattina, cui hanno partecipato 41 atlete. Le migliori 18 hanno avuto accesso alla semifinale, tenutasi nel pomeriggio dello stesso giorno. Le migliori dodici hanno gareggiato per le medaglie nella finale tenutasi il giorno seguente.

## Medaglie
| Posizione | Atleta        | Paese  |
| --------- | ------------- | ------ |
| Oro       | Wu Minxia     | Cina   |
| Argento   | He Zi         | Cina   |
| Bronzo    | Jennifer Abel | Canada |

## Risultati
In verde sono indicate gli atleti ammessi alla finale. In giallo sono indicati gli atleti eliminati nel corso della semifinale.
| Pos. | Atleta                 | Nazionalità   | Preliminare | Preliminare | Semifinale | Semifinale | Finale | Finale |
| Pos. | Atleta                 | Nazionalità   | Punti       | Pos.        | Punti      | Pos.       | Punti  | Pos.   |
| ---- | ---------------------- | ------------- | ----------- | ----------- | ---------- | ---------- | ------ | ------ |
| 1    | Wu Minxia              | Cina          | 345.85      | 2           | 360.65     | 1          | 380.85 |        |
| 2    | He Zi                  | Cina          | 347.55      | 1           | 358.05     | 3          | 379.15 |        |
| 3    | Jennifer Abel          | Canada        | 307.55      | 10          | 359.35     | 2          | 365.10 |        |
| 4    | Christina Loukas       | Stati Uniti   | 321.60      | 6           | 328.95     | 6          | 350.10 | 4      |
| 5    | Sharleen Stratton      | Australia     | 324.45      | 4           | 327.40     | 8          | 330.75 | 5      |
| 6    | Laura Sánchez Soto     | Messico       | 325.50      | 3           | 299.80     | 11         | 329.70 | 6      |
| 7    | Kelci Bryant           | Stati Uniti   | 313.65      | 8           | 335.25     | 5          | 322.95 | 7      |
| 8    | Hanna Pysmenska        | Ucraina       | 301.90      | 12          | 306.25     | 9          | 317.25 | 8      |
| 9    | Tania Cagnotto         | Italia        | 298.50      | 13          | 299.70     | 12         | 313.45 | 9      |
| 10   | Nadežda Bažina         | Russia        | 287.00      | 17          | 327.55     | 7          | 305.60 | 10     |
| 11   | Uschi Freitag          | Germania      | 315.60      | 7           | 303.40     | 10         | 288.10 | 11     |
| 12   | Émilie Heymans         | Canada        | 324.20      | 5           | 357.90     | 4          | 270.00 | 12     |
| 13   | Nora Subschinski       | Germania      | 311.65      | 9           | 299.15     | 13         |        |        |
| 14   | Sayaka Shibusawa       | Giappone      | 280.65      | 18          | 294.60     | 14         |        |        |
| 15   | Olena Fedorova         | Ucraina       | 293.90      | 15          | 289.85     | 15         |        |        |
| 16   | Paola Espinosa         | Messico       | 295.50      | 14          | 286.50     | 16         |        |        |
| 17   | Anastasija Pozdnjakova | Russia        | 303.90      | 11          | 283.45     | 17         |        |        |
| 18   | Francesca Dallapé      | Italia        | 293.50      | 16          | 275.00     | 18         |        |        |
| 19   | Cheong Jun Hoong       | Malaysia      | 276.80      | 19          |            |            |        |        |
| 20   | Inge Jansen            | Paesi Bassi   | 273.30      | 20          |            |            |        |        |
| 21   | Marion Fraissier       | Francia       | 270.90      | 21          |            |            |        |        |
| 22   | Anna Lindberg          | Svezia        | 264.05      | 22          |            |            |        |        |
| 23   | Choi Sut Ian           | Macao         | 263.30      | 23          |            |            |        |        |
| 24   | Leyre Eizaguirre       | Spagna        | 263.05      | 24          |            |            |        |        |
| 25   | Jennifer Benitez       | Spagna        | 261.30      | 25          |            |            |        |        |
| 26   | Sophie Somloi          | Austria       | 260.60      | 26          |            |            |        |        |
| 27   | Hannah Starling        | Regno Unito   | 259.40      | 27          |            |            |        |        |
| 28   | Anabelle Smith         | Australia     | 256.50      | 28          |            |            |        |        |
| 29   | Rebecca Gallantree     | Regno Unito   | 251.45      | 29          |            |            |        |        |
| 30   | Fanny Bouvet           | Francia       | 246.40      | 30          |            |            |        |        |
| 31   | Lei Sio I              | Macao         | 246.30      | 31          |            |            |        |        |
| 32   | Flora Gondos           | Ungheria      | 244.65      | 32          |            |            |        |        |
| 33   | Yuka Mabuchi           | Giappone      | 243.35      | 33          |            |            |        |        |
| 34   | Chasn Sharon           | Hong Kong     | 239.45      | 34          |            |            |        |        |
| 35   | Diana Pineda           | Colombia      | 238.05      | 35          |            |            |        |        |
| 36   | Ng Yan Yee             | Malaysia      | 220.20      | 36          |            |            |        |        |
| 37   | Huang En-Tien          | Taipei cinese | 218.70      | 37          |            |            |        |        |
| 38   | Carolina Murillo       | Colombia      | 194.30      | 38          |            |            |        |        |
| 39   | Sari Ambarwati         | Indonesia     | 184.65      | 39          |            |            |        |        |
| 40   | Beannelys Velasquez    | Venezuela     | 171.40      | 40          |            |            |        |        |
| 41   | Hsu Shi-Han            | Taipei cinese | 152.00      | 41          |            |            |        |        |